# Franz Bielefeld (Politiker, 1880)

Franz Bielefeld

Franz Bielefeld (* 11. April 1880 in Gelsenkirchen; † 8. August 1949 in Münster) war ein deutscher Maurermeister, Bauunternehmer und Politiker (Zentrum).

## Leben und politische Tätigkeit
Bielefeld war der Sohn eines Gelsenkirchener Bauunternehmers. Nach dem Besuch des Realgymnasiums in Gelsenkirchen wurde er, der römisch-katholischen Glaubens war, im Betrieb seiner Eltern zum Maurer ausgebildet. Im Anschluss an die bestandene Gesellenprüfung studierte er bis zum Frühjahr 1899 an der Herzoglichen Baugewerkschule Holzminden, die er mit der bestanden Abgangsprüfung verließ. Danach war Bielefeld mehrere Jahre in seinem Beruf tätig. 1907 gründete er in Recklinghausen ein eigenes Baugeschäft. 1908 legte er die Meisterprüfung ab. Von August 1914 bis November 1918 nahm Bielefeld am Ersten Weltkrieg teil, aus dem er als Offizier zurückkehrte.
Bielefeld begann 1897 sich politisch in der katholischen Zentrumspartei zu betätigen. Er war ab 1912 Vorstandsmitglied der Partei in Recklinghausen und von 1923 bis 1933 deren Vorsitzender. 1924 wurde er erstmals in ein politisches Amt gewählt, als er zum Stadtrat von Recklinghausen gewählt wurde. Hinzu kamen zahlreiche wirtschaftliche und gesellschaftliche Ämter auf lokaler und regionaler Ebene: So wurde er Obermeister der Baugewerk-Innung und Vorsitzender des Innungsausschusses der Stadt Recklinghausen. 1924 wurde er Mitglied der Handwerkskammer Münster. Im November 1927 übertrug ihm die Vollversammlung der Handwerkskammer den Vorsitz, den er bis 1933 innehatte. Seit dem Ende des Ersten Weltkriegs war er Mitglied des geschäftsführenden Vorstands des Haus- und Grundbesitzer-Vereins von Recklinghausen sowie des Haus- und Grundbesitzer-Verbands für das rheinisch-westfälische Kohlenrevier. Des Weiteren war Bielefeld Mitglied des geschäftsführenden Ausschusses des rheinisch-westfälischen Baugewerbe-Verbands in Essen und des Reichsverbands deutscher Bau-Innungen in Berlin.
Von 1928 bis zum Sommer 1933 saß Bielefeld als Abgeordneter für den Wahlkreis 17 (Westfalen Nord) im Berliner Reichstag. Im März 1933 stimmte er zusammen mit den übrigen Abgeordneten der Zentrumsfraktion für das Ermächtigungsgesetz, das mit der Zusammenlegung von legislativer und exekutiver Gewalt in den Händen der Regierung die Grundlage für die Errichtung der nationalsozialistischen Diktatur bildete. Anschließend zog er sich aus der Öffentlichkeit zurück.
Nach dem Zweiten Weltkrieg beteiligte sich Bielefeld an der Neugründung der Zentrumspartei in Recklinghausen und wurde erneut zu deren Vorsitzenden gewählt. Ab 1946 war er wiederum Mitglied der Recklinghäuser Stadtverordnetenversammlung. Von 1946 bis 1947 gehörte er den beiden ernannten Landtagen und anschließend bis zu seinem Tode dem ersten regulär gewählten Landtag von Nordrhein-Westfalen an. Im ernannten Landtag war er stellvertretender Vorsitzender des Wiederaufbauausschusses. Des Weiteren war Bielefeld Vorstandsmitglied der vereinigten Handwerkskammern in der Britischen Zone.